# Gram Parsons
Gram Parsons, de nombre real Ingram Cecil Connor III, (5 de noviembre de 1946-19 de septiembre de 1973) fue un cantante, guitarrista y pianista estadounidense, miembro de las bandas International Submarine Band, The Byrds y The Flying Burrito Brothers. Más tarde comenzó una carrera en solitario y realizó duetos con Emmylou Harris.
Parsons falleció de una sobredosis de droga a los 26 años en una habitación de hotel en Joshua Tree, California. Desde su muerte, se ha atribuido a su influencia el nacimiento del country rock de los 70 y el movimiento de country alternativo de comienzos de los 90. En 2004, la revista Rolling Stone lo situó en el puesto 87 en su lista de los 100 artistas más grandes de todos los tiempos.

## Biografía

### 1946-1968
Parsons nació con el nombre de Ingram Cecil Connor III, en Winter Haven, Florida. Era nieto del magnate de los cítricos John A. Snively, hombre con muchas propiedades tanto allí como en Waycross, Georgia, donde Parsons se crio y tuvo una hermana después, de nombre “Little” Avis
Su padre, “Coon Dog” Connor, sufría variaciones del estado de ánimo y se suicidó dos días antes de la Navidad de 1958. La madre de Parsons, Avis, se casó posteriormente con Bob Parsons, cuyo apellido adoptó el joven Ingram. Bob consiguió nuevos certificados de nacimiento para sus hijastros y a partir de ese momento Ingram sería conocido como Gram Parsons. Parsons fue a la prestigiosa Bolles School en Jacksonville (Florida). Durante un tiempo, su familia encontró la estabilidad, aunque Avis pronto cayó en el alcoholismo, llevándola a fallecer de cirrosis.
Mientras su familia se desintegraba a su alrededor, Parsons desarrolló un fuerte interés por la música, especialmente después de haber visto un concierto de Elvis Presley en 1957. Cinco años más tarde, cuando apenas era un adolescente, tocó en grupos que hacían versiones de rock and roll, como los Pacers y los Legends, actuando en clubs propiedad de su padre en el área de Winter Haven/Polk County. A la edad de 16 años pasó a la música folk, y en 1963 se juntó con los Shilos. Muy influenciado por el Kingston Trio y los Journeymen, la banda tocaba en cafés y auditorios de escuelas de secundaria. 
Tras la disolución del grupo, fue a la Universidad Harvard para estudiar teología, pero lo dejó tras un semestre. A pesar de ser del sur, no se interesó seriamente por la música country hasta que escuchó por primera vez a Merle Haggard en Boston, Massachusetts. En 1966, él y otros procedentes de la escena de folk de Boston formaron la International Submarine Band. El grupo se trasladó a Los Ángeles al siguiente año, y en 1968 editó el álbum Safe at Home, que contiene una de sus canciones mejor conocidas, “Luxury Liner”, así como una versión primeriza de “Do You Know How It Feels”, que volvería a interpretar en el primer álbum de los Flying Burrito Brothers.

### 1968-1970
En 1968, Parsons había llamado la atención de Chris Hillman, de The Byrds, que tras el despido de David Crosby y el abandono de Gene Clark estaba buscando nuevos miembros. Concebido originalmente como una historia de la música del siglo XX, comenzando con música country tradicional, siguiendo con jazz, R&B y rock, y terminando con lo más avanzado (en aquella época): de la música electrónica, Sweethart of the Rodeo fue su único álbum con Parsons. 
Durante este periodo, Parsons entabló amistad con Mick Jagger y Keith Richards, de The Rolling Stones. Mientras estaba en Inglaterra, se hizo muy amigo de Richards y le reintrodujo a la música country. 
De vuelta a Los Ángeles, Parsons pronto se juntó con Hillman (los dos tocando la guitarra rítmica), y formaron los Flying Burrito Brothers, con el bajista Chris Ethridge y el intérprete de pedal steel Sneaky Pete Kleinow. Su debut de 1969, The Gilded Palace Of Sin, era una versión moderna del estilo de country Bakersfield, hecho popular por Buck Owens. Junto con composiciones originales de Parsons-Hillman, como "Christine's Tune" y "Hot Burrito #2", había versiones de clásicos de la música soul, como "The Dark End of the Street" y "Do Right Woman", esta última incluyendo a David Crosby en las armonías vocales. El álbum fue grabado sin un baterista fijo, pero pronto se incorporó el miembro de The Byrds, Michael Clarke. Tras la grabación del disco, el grupo se embarcó en una gira a lo largo de los EE. UU. en tren. Quizá la actuación más exitosa fue la realizada en Filadelfia, donde el grupo actuó de telonero para los reconstituidos Byrds.

## Discografía
| 1968                                  | Safe at Home (International Submarine Band)                                                                   | —   | —  |
| 1968                                  | Sweetheart of the Rodeo (The Byrds)                                                                           | 77  | —  |
| 1969                                  | The Gilded Palace of Sin (Flying Burrito Brothers)                                                            | 164 | —  |
| 1970                                  | Burrito Deluxe (Flying Burrito Brothers)                                                                      | —   | —  |
| 1973                                  | GP | —   | —  |
| 1974                                  | Grievous Angel                                                                                                | 195 | —  |
| 1976                                  | Sleepless Nights (Gram Parsons & the Flying Burrito Brothers)                                                 | 185 | —  |
| 1979                                  | Early Years (1963–1965)                                                                                       | —   | —  |
| 1982                                  | Live 1973 (Gram Parsons and the Fallen Angels)                                                                | —   | —  |
| 1987                                  | Dim Lights, Thick Smoke and Loud Loud Music (Flying Burrito Brothers)                                         | —   | —  |
| 1995                                  | Cosmic American Music                                                                                         | —   | —  |
| 2001                                  | Another Side of This Life: The Lost Recordings of Gram Parsons                                                | —   | —  |
| 2001                                  | Sacred Hearts & Fallen Angels: The Gram Parsons Anthology                                                     | —   | —  |
| 2006                                  | The Complete Reprise Sessions                                                                                 | —   | —  |
| 2007                                  | Gram Parsons Archives Vol.1: Live at the Avalon Ballroom 1969 (Gram Parsons with the Flying Burrito Brothers) | —   | 45 |
| 2014                                  | Gram Parson Live In New York 1973 (Gram Parsons with Emmylou Harris)                                          | —   | —  |
| 2018                                  | The Solo Years                                                                                                | —   | —  |
| "—" denota que no logró una posición. | |     |    |